# 선전 유니버시아드 스포츠 센터
선전 유니버시아드 스포츠 센터(중국어 간체자: 深圳大运体育中心) 또는 선전 유니버시아드 센터, 룽강 유니버시아드 스포츠 센터, 룽강 스타디움은 중국 광둥성 선전시 룽강구에 있는 다목적 경기장으로 2011년 개장했다. 2011년 하계 유니버시아드 개최 경기장으로도 사용되었으며 2023년까지 중국 슈퍼리그 선전 FC의 홈 구장으로 사용되었다.